# Val de Ruz

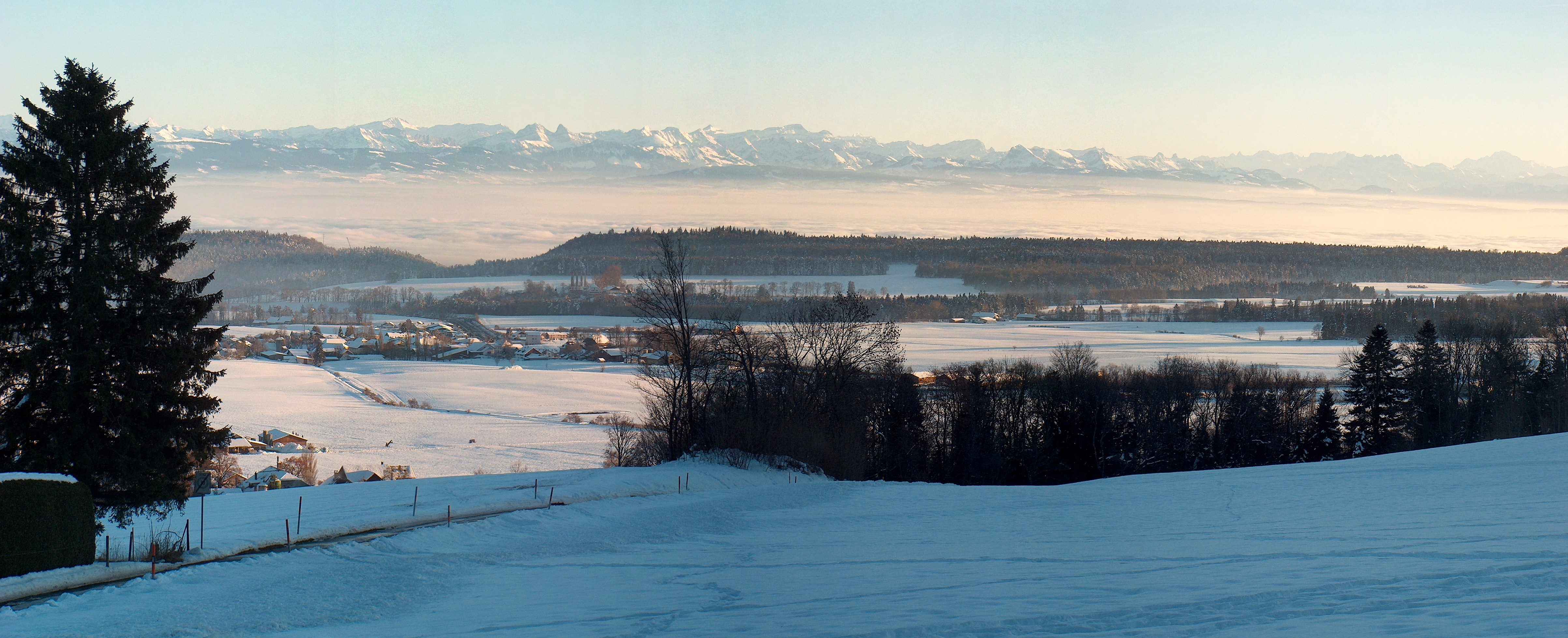
Pohled do údolí s Alpami v pozadí

Val de Ruz je vysoko položené údolí v pohoří Neuchâtelský Jura ve Švýcarsku. Leží mezi městy Neuchâtel a La Chaux-de-Fonds a je odvodňováno řekou Seyon na jihu do Neuchâtelského jezera. Údolí o rozloze asi 45 km² zabírá velkou část bývalého stejnojmenného okresu a dnešní obce Val-de-Ruz v kantonu Neuchâtel. 

## Geografie

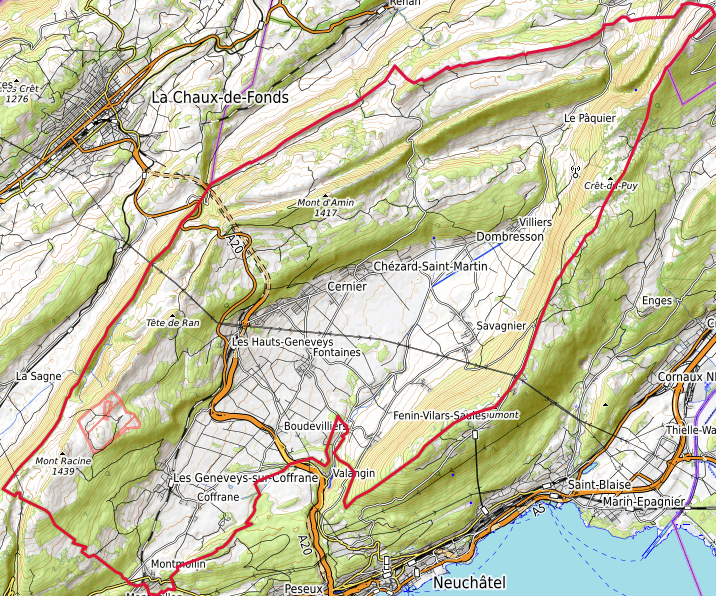
Geografické vymezení údolí

Val de Ruz má kosočtvercový půdorys a táhne se asi 13 km ve směru jihozápad-severovýchod; maximální šířka je 4,5 km. V centrální oblasti je dno údolí v průměru 720 m n. m., ale směrem k severozápadu se plynule zvedá až na 900 m n. m.. Údolí se táhne od Montmollinu na jihozápadě po Villiers na severovýchodním okraji. Kotlina Le Pâquier je přímo spojena s údolím Val de Ruz soutěskou Chenau, ale v užším slova smyslu již není součástí údolí Val de Ruz.
Nejdůležitějším vodním tokem údolí Val de Ruz je Seyon, který pramení u Villiers, protéká jihovýchodní částí údolní pánve a u Valanginu opouští údolí soutěskou Seyon. Na své cestě údolím Val de Ruz postupně klesá do třetihorních usazenin, takže již nad Valanginem protéká v údolí zahloubeném asi o 50 m do kotliny. Ze severozápadních svahů Val de Ruz přijímá Seyon přítoky v podobě několika krátkých bočních toků.
Val de Ruz je na jihovýchodní straně ohraničen vyvýšeninou Serroue (843 m n. m., jen o málo vyšší než kotlina údolí) a Chaumont (až 1180 m n. m.). Na severozápadě údolí se táhne jurský masiv Mont Racine (1439 m n. m.), Tête de Ran (1422 m n. m.) a Mont d'Amin (1417 m n. m.).

## Osídlení
Val de Ruz má přibližně 15 tisíc obyvatel. Hlavním sídlem a největší obcí je Cernier s asi 2000 obyvateli. Údolí se skládá z 15 obcí, které od 1. ledna 2013 všechny patří do jedné politické obce Val-de-Ruz.

## Hospodářství
Téměř celé údolí Val de Ruz bylo brzy vykáceno, bažinaté nížiny odvodněny a přeměněny na obdělávanou půdu. Na okolních jurských výšinách byly založeny letní pastviny. S výjimkou Valanginu a Engollonu mají všechny obce stále podíl na rozsáhlých vysokohorských pastvinách v pohoří Tête-de-Ran nebo Chaumont. Vedle zemědělství byla důležitá výroba dřeva a soukenického zboží a mlynářství.
Dnes se úrodná půda v údolní nivě intenzivně využívá pro zemědělství. Vesnice ve středu a na jihovýchodě údolí Val de Ruz zůstaly zemědělské. K industrializaci došlo ve vesnicích Fontainemelon, Cernier a Chézard-Saint-Martin na severozápadním okraji údolí, jejichž sídelní oblasti se v současnosti srostly. Mezi významná průmyslová odvětví, která jsou v údolí Val de Ruz zastoupena, patří přesná mechanika, strojírenství, elektronika, výroba nábytku a stavebnictví. Kdysi významný hodinářský průmysl v současnosti hraje jen okrajovou roli.
V posledních desetiletích se vesnice v údolí Val de Ruz díky své slunné poloze stále více rozvíjejí jako atraktivní lokality k bydlení. Obyvatelé pak dojíždí za prací zejména do oblasti Neuchâtelu.

## Historie

Pohled na zemědělskou krajinu v okolí Villiers (1927)

Nejstaršími doklady lidské přítomnosti v údolí Val de Ruz je sídliště z doby bronzové u Fontaines a tumulus z doby železné u Coffrane. V době římské vedla z údolí Val de Travers cesta přes Montmollin a La Jonchère do Villiers a dále do Vallon de Saint-Imier. Zda byla v římské době vybudována také stará cesta z Neuchâtelu přes Fenin do Villiers, není jasné. V každém případě se v té době ve Val de Ruz nacházela různá sídliště. V roce 1824 byl poblíž Dombressonu nalezen významný poklad mincí, které byly raženy v období od 2. století př. n. l. do roku 55 n. l..
Existence farnosti Saint-Martin ès épines (dnes Chézard-Saint-Martin), která patřila převorství Bevaix, je poprvé doložena v roce 998. V roce 998 se zde nacházela i farní kaple. Údolní osídlení bylo pravděpodobně zcela rozvinuto až ve 12. století, kdy páni z Valanginu založili na kopci u horního vstupu do soutěsky Seyonu svůj hrad a systematicky vyčistili údolní kotlinu. Do údolí Val de Ruz tak přišli četní osadníci. V průběhu prvního záboru půdy vznikaly vesnice především uprostřed kotliny (Coffrane, Boudevilliers, Fontaines, Engollon, Savagnier). Další kolonisté přišli do údolí Val de Ruz ve 13. a 14. století. Založili nové osady na severozápadním okraji kotliny, konkrétně Les Geneveys-sur-Coffrane, Les Hauts-Geneveys, Fontainemelon a Cernier.
Val de Ruz je poprvé zmiňováno ve 13. století pod názvem Vaul de Ruil. Později se objevily názvy Vallem Rodolii a Vallis Rodulfi (1317) a Vaux de Roul (1512). Z roku 1386 se dochoval také německý název Rudolfsthal.
Od počátku 13. století patřilo celé Val de Ruz k panství Valangin. Brzy však došlo ke sporům mezi pány z Valanginu a hrabětem z Neuchâtelu. Ti si chtěli vůči Neuchâtelu zachovat nezávislost, a proto se svěřili do svrchovanosti basilejského biskupa. V bitvě u Coffrane zvítězil Rudolf z Neuchâtelu v roce 1296 nad Valanginskými. Protože se basilejský biskup poté pokusil zmocnit valanginského panství, zničil Rudolf z Neuchâtelu také vesnici La Bonneville.
Následně bylo Val de Ruz zčásti pod svrchovaností hrabat z Neuchâtelu, zčásti pod hrabaty z Montbéliardu, až nakonec v roce 1592 připadlo Neuchâtelu. V roce 1536 se obyvatelé Val de Ruz připojili k reformaci. Později Val de Ruz sdílelo osud knížectví Neuchâtel, které se v roce 1815 stalo členským státem Švýcarské konfederace.
Na počátku 19. století došlo k rychlé industrializaci, zejména v obcích na severozápadním okraji údolí Val de Ruz. V hospodářské struktuře údolí se stal velmi důležitým hodinářský, nábytkářský a textilní průmysl.

## Doprava

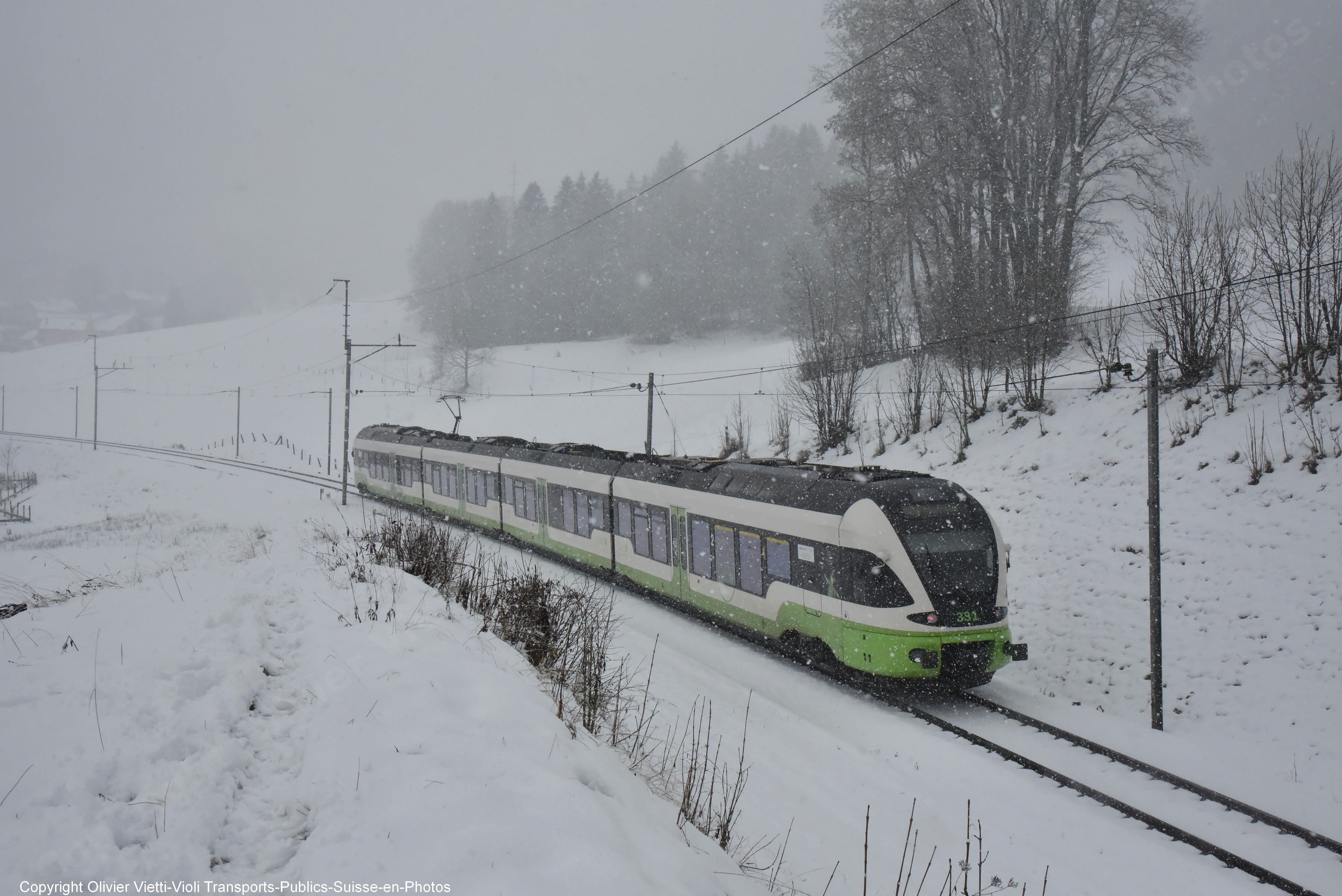
Osobní vlak nedaleko Les Hauts-Geneveys

Údolí je dobře dopravně dostupné. Údolím Val de Ruz prochází čtyřproudová rychlostní silnice H20 (napojená na dálnici A20), která byla otevřena na konci roku 1994 a vede až do Les Hauts-Geneveys a spojuje města Neuchâtel a La Chaux-de-Fonds (tunelem pod Vue des Alpes). Víceméně souběžně s ní vede stará hlavní silnice přes průsmyk Vue des Alpes.
Železniční trať z Neuchâtelu do La Chaux-de-Fonds, na níž se vlaky musí provádět úvrať ve stanici Chambrélien, je v provozu od 15. července 1860 a provozují ji Švýcarské spolkové dráhy (SBB). Obsluhuje obce Montmollin, Les Geneveys-sur-Coffrane a Les Hauts-Geneveys a poté prochází pod průsmykem Vue des Alpes, rovněž s tunelem. V letech 1874 až 1895 existovalo z této trati také přímé spojení údolím Les Convers u Renanu na železniční trať v údolí St-Imier.
V letech 1903–1948 bylo Les Hauts-Geneveys výchozím bodem tramvajové trati Les Hauts-Geneveys – Villiers, která napojovala na síť veřejné dopravy také obce Fontainemelon, Cernier, Chézard-Saint-Martin, Dombresson a Villiers. V roce 1984 ji nahradily trolejbusy, později také nahrazené autobusy. Ty poskytují služby veřejné dopravy do současnosti. Jejich provozovatelem je společnost Transports Régionaux Neuchâtelois (transN).